# Splatoon 2
Splatoon 2 — видеоигра в жанре шутера от третьего лица разработанная и изданная компанией Nintendo на консоли Nintendo Switch, вышедшая во всем мире 21 июля 2017 года. Игра является сиквелом Splatoon и включает в себя как однопользовательскую сюжетную кампанию, так и соревновательные многопользовательские режимы. К марту 2022 года было продано 13,3 миллионов экземпляров игры, что превзошло результаты первой части и сделало Splatoon 2 одной из самых продаваемых игр на консоли Nintendo Switch. В сентябре 2022 года, также на консоли Nintendo Switch вышел сиквел игры под названием Splatoon 3.

## Игровой процесс

Девочка-инклинг из розовой команды красит поверхность карты и защищается от нападающего мальчика-инклинга из зелёной команды в режиме игры «Бой за район». Сверху в центре — время до конца матча, слева и справа — индикаторы активных и «плюхнутых» игроков и их вооружение. В правом верхнем углу — очки за окрашивание поверхности и индикатор заряда супер-способности.

Как и предшественник, Splatoon 2 является шутером от третьего лица, в котором игрок контролирует персонажей называющимися инклингами и октолингами, представляющими собой антропоморфных кальмаров и осьминогов соответственно и используют цветные чернила для закрашивания поверхностей, атаки противников и достижения целей. Инклинги и октолинги могут трансформироваться из гуманоидной формы, в которой они могут стрелять чернилами из различного оружия, в форму кальмаров или осьминогов, в которой они могут быстро плавать в чернилах своей команды и пополнять их запасы.
В сиквел были добавлены новые основные, дополнительные и специальные виды оружия, включая двуручные пистолеты, носитель которых может делать кувырки, похожие на дробовики зонтганы, которые позволяют владельцу прикрываться щитом и ракетные ранцы. Как и в предыдущей игре, в Splatoon 2 есть режим «Бой за район», где две команды по четыре участника пытаются за 3 минуты закрасить наибольшую по площади территорию в цветах своих команд. Также из первой игры в сиквел перешли соревновательные режимы «Бой за зоны», «Бой за башню» и «Мегакарп», новым стал режим «Устробол». Кроме того, игроки могут объединяться вместе с друзьями в режиме «Бой лиги», который позволяет играть в те же виды матчей, что и в соревновательных режимах. Новым для Splatoon 2 стал режим «Salmon Run», в котором команде из 4 игроков необходимо вместе отбивать волны врагов, управляемых ИИ, называемых «самониды» и собирать икринки, выпадающие из боссов.
До июля 2019 года в игре проводились мероприятия под названием «Сплатфесты», в которых игроки выбирали одну из двух сторон в спорах вроде «Герои против злодеев», «Блинчики против вафель» и так далее. Для Западных игроков было проведено несколько сплатфестов в сотрудничестве с сторонними компаниями, например по мотивам мультсериала от Nickelodeon, «Эволюция Черепашек-ниндзя» и игры Super Smash Bros. Ultimate. О проведении сплатфеста обычно объявлялось за неделю до начала и игроки могли выбрать сторону из игрового лобби. Темы, в основном, были специфичны для каждого игрового региона и события происходили в различных числах месяцев. Во время Сплатфестов игроки могли принимать участия только в матчах режима Бой за Район, однако участникам предоставлялся выбор между обычным и про режимами. За победу в матчах игроки получали очки сплатфеста и в конце мероприятия победившей стороной объявлялась та, которая набрала больше очков по сумме участников и баллов полученных за сражения в обоих режимах. Все участники получали редкие награды, но победителям доставалось большее количество.
В игре также представлена кампания для одного игрока под названием «Режим агента», где игроку необходимо спасать Вольторыбов, украденных злыми Осьморянами. В отличие от первой игры, где у игрока не было выбора оружия с которым он мог проходить уровни, в Splatoon 2 игрок может получить различное вооружение, часть из которого является обязательным для использования при первом прохождении уровня. Как и в оригинальной игре, в новой кампании игрок может собирать спрятанные свитки, которые открывают доступ к иллюстрациям и информации о внутриигровом мире. Кроме того, игрок может собирать сплатву: предметы, позволяющие улучшать оружие для одиночной кампании и талоны, которые можно обменивать на временные бонусы для многопользовательских режимов, таких как увеличение очков опыта, получаемых в сетевых матчах или количества внутриигровой валюты. Если игрок проходит все уровни кампании используя один и тот же вид оружия, то ему становится доступных использование клона этого оружия в многопользовательских играх. В отдельной кампании из «Осьмодополнения», игрок управляет осьмолингом, которому нужно пройти 80 уровней под руководством Капитана Кальмостара и помощи музыкальной группы «Off the Hook», состоящей из Жемчика и Мариши. Целью игрока является сбор предметов, называемых «шушпенции» и победа над неприятелями. Также игроки могут участвовать в сетевых матчах через интернет или в локальной сети, для чего требуется несколько консолей у каждой из которых должна быть своя копия игры. Splatoon 2 также поддерживает LAN сети для частных соревнований, используя адаптер. Игра поддерживает фигурки Amiibo, с помощью которых игроки могут сохранять используемые персонажами предметы из игры, а также разблокировать дополнительный контент.

## Разработка
Разработка Splatoon 2 началась во время работы над обновлениями для Splatoon на Nintendo Wii U в октябре 2015 года. Как и в процессе создания первой игры, продюсером также выступил Хисаси Ногами. Так как режим «Схватка Доджо» (англ. Battle Dojo) для локальных дуэлей перед одним телевизором не пользовался популярностью, то разработчики отказались от того, чтобы переносить его во вторую игру и вместо этого сосредоточили усилия на многопользовательских режимах и кооперативном «Salmon Run». Кроме того, разработчики создали режим «Устробол» с расчётом на то, что игроки будут использовать отличное от их обычного вооружения из других игровых матчей. Музыкальный руководитель Тору Минэгиси старался разнообразить репертуар внутриигровых музыкальных групп, чтобы отойти от стилей, использованных в первой игре, но ко времени выпуска обновления «3.0», команда решила вернуть в игру одну из групп оригинального Splatoon. В интервью журналу Famitsu, руководитель проекта, Юсукэ Амано рассказал, что команда разработчиков думала о том, чтобы ввести в игру осьмолингов с самого начала запуска Splatoon 2, однако от этой идеи было решено отказаться, так как игроки, ознакомившиеся с первой частью, могли не понять как это произошло и потому персонажи появились только с выходом DLC. Другой руководитель и главный художник, Сэйта Иноуэ хотел, чтобы для осьмолингов был доступен только один тип причёски — афро, но в результате этого ограничения не произошло.

## Выпуск
Ограниченная по времени многопользовательская демоверсия под названием «Splatoon 2 Global Testfire» была выпущена в марте 2017 года. Также как и в случае с демоверсией первой части игры, участники могли играть только в определённые периоды времени, которые были разбиты на 6 одночасовых сессий в течение выходных дней. Другая сессия, показывающая празднование Сплатфеста в игре, была проведена 15 июля 2017 года.
Игра вышла во всех регионах 21 июля 2017 года. В Японии и Европе одновременно с игрой были выпущены пары зелёно-розовых контроллеров Joy-Con и Pro Controller в стилистике Splatoon. Кроме того в Японии вышла версия без картриджа, где в стандартной пластиковой коробке находился код для загрузки. Также в виде кода для загрузки, игра распространялась в тематических бандлах с консолью Nintendo Switch. В США бандлы являлись эксклюзивом сети магазинов Walmart.
Вместе с игрой были выпущены новые фигурки Amiibo: инклинг-девочка, инклинг-мальчик и кальмар, дизайн которых основан на моделях персонажей, использованных в Splatoon 2. Игрушки, так же как и их предыдущие версии, разблокируют эксклюзивные внутриигровые предметы и музыкальные треки, и могут сохранять используемое персонажами снаряжение, чтобы его можно было быстро менять. Персонажи с сохранённым предметами могут позировать, чтобы игрок мог делать скриншоты. 13 июля 2018 года были выпущены Amiibo внутриигровой музыкальной группы «Off the Hook», Жемчика и Мариши, при использовании которых во время проведения сплатфеста, игрок мог делать снимки своего аватара на сцене в лобби. Набор из фигурок Amiibo осьмолинга-девочки, осьмолинга-мальчика и осьминога была выпущена в Японии и Европе 9 ноября 2018 года, а в США 7 декабря того же года.
Как и в случае с предыдущей игрой, Splatoon 2 получала постоянные обновления контента после выпуска. С момента запуска, в игру добавлялось по новой единице вооружения практически каждую неделю, тогда как обновления для игровых режимов происходили реже. В конце апреля 2018 года разработчики поменяли график на выпуск большого набора оружия каждый месяц и продолжали добавлять новые уровни до октября 2018 года. Хотя изначально планировалось, что обновления будут выпускаться год с момента выхода Splatoon 2 с проведением Сплатфестов раз в месяц в течение двух лет, однако регулярные обновления продолжили выпускаться до конца 2018 года.
Первое платное дополнение среди игр серии, Splatoon 2: Осьмодополнение было анонсировано в презентации Nintendo Direct 8 марта 2018 года и было выпущено 13 июня 2018 года. Дополнение представляет собой однопользовательскую кампанию, где игроку нужно пройти 80 уровней за Осьмолинга, который ранее был злым Осьморянином, но потерял память, стал Агентом 8 и пытается выбраться из глубоководной системы метро в Инкополь. Если игрок успешно завершает кампанию, то он может выбрать Осьмолинга в качестве игрового аватара для многопользовательских матчей. Дополнение стало доступно для предзаказа вскоре после анонса. Сделавшие предзаказ сразу получали эксклюзивные внутриигровые предметы.

## Отзывы
| Сводный рейтинг       | Сводный рейтинг |
| Агрегатор             | Оценка          |
| --------------------- | --------------- |
| GameRankings          | 82,84 %         |
| Metacritic            | 83/100          |
| Иноязычные издания    |                 |
| Издание               | Оценка          |
| Destructoid           | 8,5/10          |
| EGM                   | [ 23 ]          |
| Game Informer         | 8,25/10         |
| GameRevolution        | [ 25 ]          |
| GameSpot              | 8/10            |
| GamesRadar+           | [ 27 ]          |
| IGN                   | 8,3/10          |
| Русскоязычные издания |                 |
| Издание               | Оценка          |
| Riot Pixels           | 85 %            |
| «Игры Mail.ru»        | 9,0/10          |

| Сводный рейтинг | Сводный рейтинг |
| Агрегатор       | Оценка          |
| --------------- | --------------- |
| GameRankings    | 81,64 %         |

Согласно агрегатору Metacritic, Splatoon 2 получила в основном положительные отзывы. Рецензенты отмечали, что Splatoon 2 удалось сохранить положительные черты первой игры и при этом добавить новые особенности для того, чтобы игра оставалась свежей. Рецензент с сайта Nintendo Life похвалил улучшенную однопользовательскую кампанию. Журналисты Destructoid и Game Informer высказали неудовлетворение от невозможности сменить снаряжение между матчами без выхода из игрового лобби (что было впоследствии исправлено с одним из обновлений), отсутствия игры с разделённым экраном и то, что режим «Salmon Run» доступен для игры только в определённые часы. Тем не менее, они положительно отозвались о новом оружии и игровом процессе. Обозреватель The Verge негативно отозвался об отсутствии внутриигрового голосового чата и сложности просмотра тактической карты как факторах, которые ухудшают удовольствие от многопользовательских матчей, однако всё же посчитал, что в сиквеле произошли положительные изменения по сравнению с оригинальной игрой. Рецензент GameSpot назвал Splatoon 2 «свежим взглядом на и так уникальный шутер», но отметил, что использование мобильного приложения для голосового общения сделало сетевые матчи намного более сложными, чем требовалось. Авторы обзоров на GameRevolution и GamesRadar похвалили красочный визуальный стиль и глубину многопользовательских сражений. Сайт IGN оценил игру в 8.3/10 баллов, что выше чем у изначальной рецензии на первую игру, но ниже, чем у повторного обзора. Похвалы удостоился режим «Salmon Run», который был назван «захватывающим», а также улучшенная графика, в то время как функция поиска противников вызвала неудовольствие. Electronic Gaming Monthly и Nintendo World Report посчитали, что игра скорее выглядит как «Splatoon 1.5», чем как полноценный сиквел, но тем не менее, похвалили сделанные добавления.
Сайт Eurogamer поставил Splatoon 2 на 17-е место в списке «Топ игр 2017 года», тогда как Polygon поместил её на 43 место из 50 лучших игр 2017 года. Splatoon 2 также попала в список «15 лучших игр 2017 года» от The Verge. Игра также была номинирована на звание «Лучшей игры для Switch» по итогам 2017 года от Destructoid.